# Tournefortia fruticosa
Tournefortia fruticosa là loài thực vật có hoa trong họ Mồ hôi. Loài này được Ortega miêu tả khoa học đầu tiên năm 1798.